# Франц Гельд
Франц Гельд (нім. Franz Held, 6 травня 1948) — німецький академічний веслувальник.
Бронзовий призер Олімпійських Ігор 1972 року в складі розпашної четвірки без стернового, учасник 1968 року.
Бронзовий призер Чемпіонату Європи 1969 (вісімки), 1971 (розпашні четвірки без стернового) років.